# Ємельяненко Григорій Андрійович
Григорій Андрійович Ємельяненко (нар. 19 грудня 1912, село Семеново, тепер Рильського району Курської області, Російська Федерація — 22 вересня 2000, місто Запоріжжя) — український радянський діяч, старший оператор прокатного стана цеху слябінга металургійного заводу «Запоріжсталь» Запорізької області. Герой Соціалістичної Праці (19.07.1958). Депутат Верховної Ради СРСР 5-го скликання.

## Життєпис
Народився 19 грудня 1912 в селі Семеново на Курщині в родині робітника. Трудову діяльність розпочав у 1926 році учнем в приватній столярній майстерні на Сумщині.
У 1928 році разом із родиною переїхав до міста Керчі (Кримська АРСР), де закінчив школу фабрично-заводського навчання.
З 1930 року — вальцювальник, старший вальцювальник блюмінга Керченського металургійного заводу імені Войкова. Без відриву від виробництва здобув неповну середню технічну освіту.
Потім служив у Червоній армії. Після демобілізації, у 1936 році переїхав до міста Запоріжжя.
У 1936—1941 роках — різальник металу, оператор, старший оператор слябінга цеху слябінга металургійного заводу «Запоріжсталь» Запорізької області.
Під час німецько-радянської війни у 1941 році разом із заводом був евакуйований до Челябінської області РРФСР, працював старшим оператором стана Магнітогорського металургійного комбінату. У травні 1947 року повернувся до Запоріжжя.
У 1947—1964 роках — старший оператор прокатного стана цеху слябінга металургійного заводу «Запоріжсталь» Запорізької області.
Член ВКП(б) з 1950 року.
Потім — на пенсії в місті Запоріжжі, де й помер 22 вересня 2000 року. Похований на Осипенківському цвинтарі.

## Нагороди
- Герой Соціалістичної Праці (19.07.1958)
- два ордени Леніна (14.11.1951, 19.07.1958)
- орден Трудового Червоного Прапора (5.05.1949)
- орден «Знак Пошани» (2.11.1947)
- медалі